# 윤예빈
윤예빈(1997년 4월 16일 ~ )은 대한민국의 농구 선수이다. 한국여자프로농구(WKBL) 용인 삼성생명 블루밍스 소속으로, 포지션은 포인트 가드이다.

## 경력
2015년에 열린 2016 WKBL 신입선수 선발회에서 1라운드 전체 1순위로 용인 삼성생명 블루밍스에 지명되었다. 지명 전부터 갖고있던 십자인대 부상으로 인하여 2015-16 시즌에는 출전하지 못하였으며, 다음 시즌인 2016-17 시즌 7라운드 2017년 2월 24일 신한은행과의 경기에서 프로 데뷔전을 치렀다. 이 경기에서 10분간 교체로 출전하여 리바운드 2개와 스틸 2개를 기록하였다.
2018-19 시즌에는 출전 시간을 늘려가며 처음으로 정규리그 모든 경기인 35경기에 출장하였으며, 1라운드에서는 생애 첫 라운드 MIP를 수상하였다.

## 국가대표팀 경력
2020년 1월 13일, 2020년 하계 올림픽 여자 농구 최종 예선을 위한 대한민국 여자 농구 국가대표팀에 발탁되며, 처음 성인 국가대표팀에 선발되었다.

## 기록

### 정규리그
| 시즌    | 팀                     | G  | MPG   | 2P%  | 3P%  | FT%  | RPG  | APG  | SPG  | BPG  | PPG  |
| ------- | ---------------------- | -- | ----- | ---- | ---- | ---- | ---- | ---- | ---- | ---- | ---- |
| 2016-17 | 용인 삼성생명 블루밍스 | 1  | 10:00 | 0.0  | 0.0  | 0.0  | 2.00 | 0.00 | 2.00 | 0.00 | 0.00 |
| 2017-18 | 용인 삼성생명 블루밍스 | 13 | 06:51 | 52.2 | 0.0  | 62.5 | 0.46 | 0.15 | 0.31 | 0.00 | 2.23 |
| 2018-19 | 용인 삼성생명 블루밍스 | 35 | 23:08 | 45.5 | 28.1 | 85.7 | 3.17 | 1.57 | 1.11 | 0.31 | 6.94 |
| 2019-20 | 용인 삼성생명 블루밍스 | 21 | 31:18 | 47.7 | 23.8 | 75.6 | 3.43 | 2.52 | 2.57 | 0.48 | 9.29 |